# Kikimora

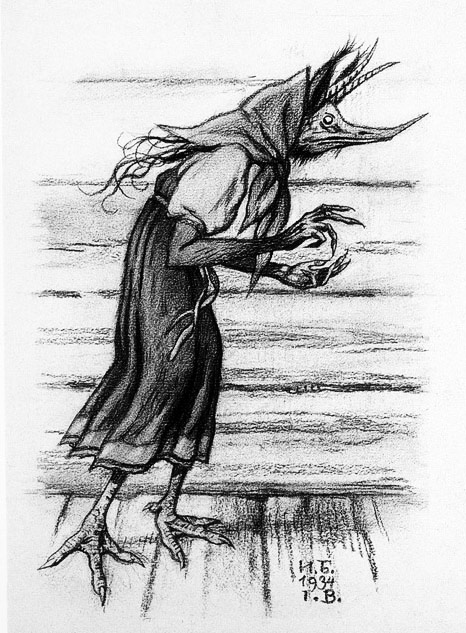
Kikimora, Iwan Bilibin, 1934

Kikimora, sziszimora – w wierzeniach słowiańskich szkodliwy duch domowy.
Kikimora, uważana niekiedy za żonę domowika, przybierała postać maleńkiej kobiety, choć potrafiła także stać się niewidzialna. Była wroga wobec mężczyzn, po nocach budziła niemowlęta, plątała przędzę, czasami szkodziła także zwierzętom domowym, zwłaszcza zaś kurom.
Sama jednak bardzo chętnie przędła i dziergała koronki, przy czym furkot jej wrzeciona uznawano za zły znak.
Anatolij Ladow zatytułował swój, osnuty na rosyjskiej baśni ludowej, obraz symfoniczny z 1910 roku Kikimora.
Nazwa kikimora pojawia się w opowiadaniach Andrzeja Sapkowskiego z cyklu o Wiedźminie a także w adaptacjach tej serii, gdzie oznacza bagiennego potwora podobnego do olbrzymiego pająka lub owada.